# Medinilla surigaoensis
Medinilla surigaoensis är en tvåhjärtbladig växtart som beskrevs av Regalado. Medinilla surigaoensis ingår i släktet Medinilla och familjen Melastomataceae. Inga underarter finns listade i Catalogue of Life.